# Jerf el Ahmar
Jerf el Ahmar (àrab: الجرف الأحمر, al-Jarf al-Aḥmar) és un jaciment arqueològic situat al nord de Síria, a la riba esquerra de l'Èufrates mitjà. Es d'època neolítica i presenta cronologies que van del 8.700 al 9.200 aC. És un dels jaciments neolítics més antics del món.
El jaciment va quedar inundat per les aigües del llac Assad després de la construcció de la presa de Tishrin.

## Descripció
Jerf el Ahmar ocupa aproximadament 1 ha i es reparteix entre dos tels separats per un petit uadi amb direcció nord-sud. Al turó de llevant, que va acollir assentaments primer, hi ha nou capes de construcció una sobre l'altra. Durant el cinquè assentament d'aquest turó es va iniciar l'ocupació de l'altra turó que posseïa cinc capes de construcció.

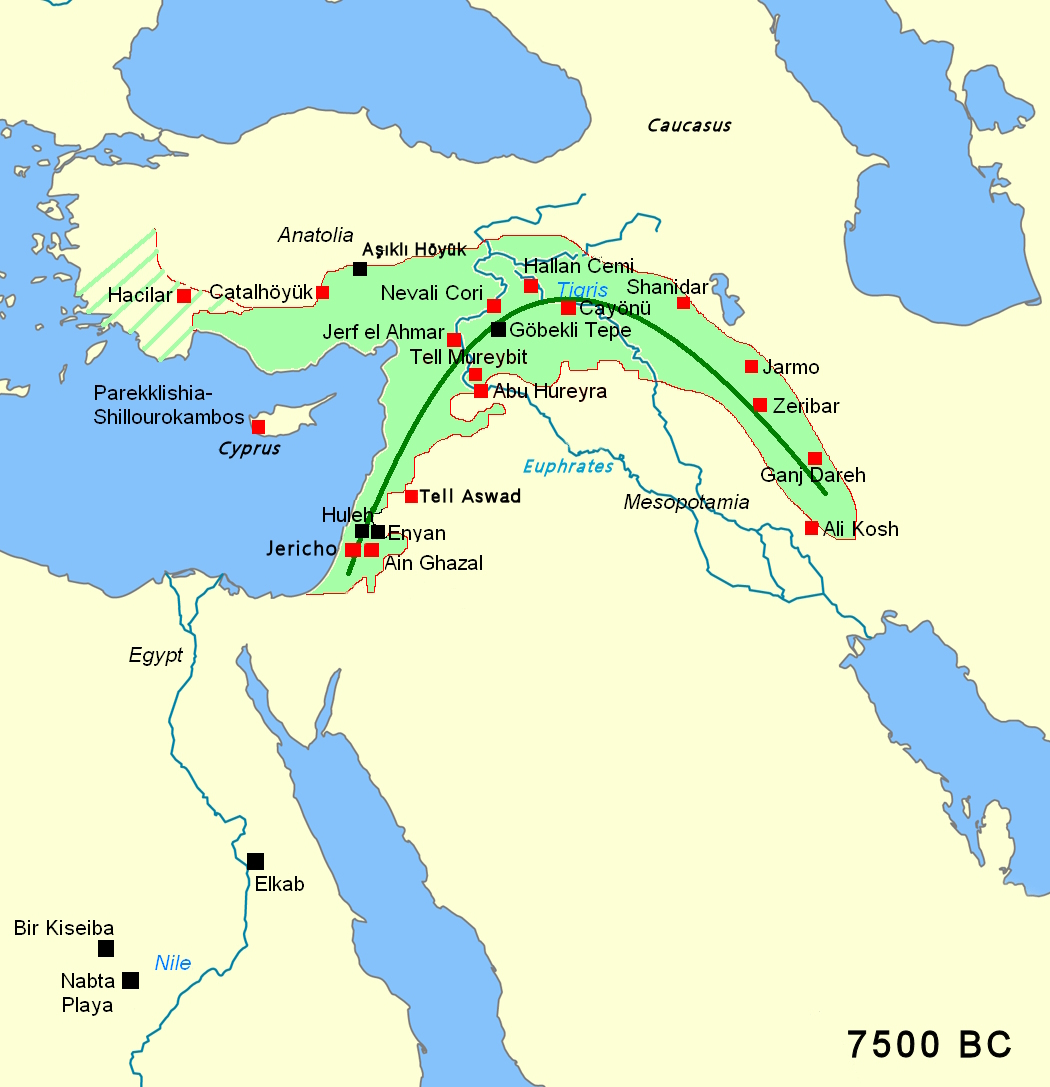
Situació geogràfica de Jerf el Ahmar cap al 7500 aC, en un mapa que mostra la mitja lluna fèrtil (en verd) i els seus principals jaciments arqueològics.

Durant cinc segles, Jerf el Ahmar va ser modelat per la cultura Mureybet del Neolític preceràmic A (PPNA en les seves sigles en anglès). L'últim assentament d'ambdós turons mostra una transició cap a la cultura del preceràmic B (PPNB). Les troballes inclouen armes de sílex, pictogrames i missatges pictogràfics sobre petites pedres.
Una de les principals aportacions de les excavacions d'aquest jaciment és la posada en valor de desenvolupaments arquitectònics al final del PPNA. Les cases circulars que caracteritzen els primers períodes de sedentarització, des de principis del natufià cap al 12000 aC. J.-C., són gradualment substituïdes per edificis de forma quadrangular, un desenvolupament també testimoniat a Mureybet i Cheikh Hassan.
A Jerf el Ahmar s'hi van poder observar també les primeres transicions cap a l'agricultura a la regió gràcies a la presència d'ordi salvatge i espelta. Va ser també en aquest jaciment on van aparèixer les primeres evidències de domesticació de llenties.

### Edificis comunitaris
Es van excavar dos edificis comunitaris similars, al nivell I (turó de l'est) i al nivell II (turó de l'oest). Al centre de les construccions se situa l'edifici comunitari del nivell II de la part oest. És de forma arrodonida i està soterrat i sostingut per pedres, i els seus murs estan revestits i consolidats per una desena de pals.